# ヒスパニック文化遺産月間
ヒスパニック文化遺産月間（英：National Hispanic Heritage Month）は、アメリカ合衆国で9月15日から10月15日まで開催される、ヒスパニック系アメリカ人およびラテン系アメリカ人が国の歴史、遺産、文化に貢献していることを称える記念日である。

## 歴史
ヒスパニック文化遺産月間は、ヒスパニック遺産週間（Hispanic Heritage Week）として、ロサンゼルスのエドワード・R・ロイバル議員が法案を提出し、1968年にリンドン・ジョンソン大統領によって署名され正式に制定されたのが始まりである。その後、1988年にエステバン・エドワード・トレス議員によってヒスパニック文化遺産月間の法案が提出され、ポール・サイモン上院議員によって改正後、ロナルド・レーガン大統領によって署名され正式に制定された。
9月15日はコスタリカ、エルサルバドル、グアテマラ、ホンジュラス、ニカラグアの5つのラテンアメリカ諸国の独立記念日であるため、記念月間の初日に設定されている。また、メキシコ、チリ、ベリーズの3国は、それぞれ9月16日、9月18日、9月21日に独立記念日を祝うこととなっている 。

## 軍事記念
ヒスパニック文化遺産月間では、アメリカ陸軍のヒスパニック系兵士の長年に渡る貢献を評価し、記念日を祝う催しが開催される。2018年9月現在、約136,000人のヒスパニック系兵士がアメリカ陸軍に勤務し、陸軍の13.8％を占めている。アメリカ陸軍によると、ヒスパニック文化遺産月間の目標の1つには、様々な人種が混合し多様性のある組織であることを祝福するというものがある。現役のヒスパニック系兵士の割合は過去30年間で10％増加しており、1985年には3％であった割合が2016年には13.7％に増加している 。
同様に、アメリカ海軍でもヒスパニック系船員を評価し、祝福する催しが開催される。アメリカ海軍のヒスパニック系船員の歴史は、南北戦争にまで遡る。2018年6月現在、約59,000人のヒスパニック系船員がアメリカ海軍に勤務している。2018年のヒスパニック文化遺産月間では米軍全体で、引退したヒスパニック系兵士を含む61人が名誉勲章を授与され、内訳は2名が海軍、13名が海兵隊、46名が陸軍であった。

## イベント
- アーカンソー州フェイエットビルで、アーカンソーヒスパニック文化フェスティバル（Arkansas Hispanic Heritage Festival）が毎年開催される。2013年にフェイエットビル商工会議所が企画を開始した[8]。
- ニューヨークのブロンクスでは、毎年9月にヒスパニック文化遺産月間と合わせて、エル・バリオ・ラテン・ジャズ・フェスティバル（El Barrio Latin Jazz festival）が開催される[9]。
- ワシントンD.Cのスミソニアン博物館では、ズー・フィエスタ（Zoo Fiesta）などの様々なヒスパニック文化遺産月間に関連するイベントを開催している[10]。
- マサチューセッツ州ホールヨークでは、1984年からヒスパニックファミリーフェスティバル（Hispanic Family Festival）が開催されている[11]。
- ニューヨークのクイーンズでは、ジャンクション通りでラテン文化カーニバル（Carnaval De La Cultura Latina）が開催される。2019年で12回目の開催となる[12]。